# Сумчанка
Муніципальний спортивний клуб з хокею на траві «Сумчанка» — жіноча команда майстрів з хокею на траві м.Суми, Україна. Багаторазовий чемпіон України. Володар європейського кубка Трофі.

## Історія
Жіноча команда з хокею на траві, в Сумах була створена у 1996 році на базі Сумської обласної ради ФСТ «Динамо» України. У 2007 році отримала назву "Муніципальний спортивний клуб з хокею на траві «Сумчанка».
Щороку команда представляє Україну на міжнародній арені. 11 гравців «Сумчанки» складають основу національної збірної України, 12 — молодіжної, а команда України з індорхокею повністю сформована на базі «Сумчанки».
Команда 14-разовий чемпіон України з хокею на траві та 19-разовий чемпіон України з індорхокею. 6 разів команда перемагала у розіграші Кубку володарів кубків європейських країн. Чемпіон і двічі призер — чемпіонатів Європи, срібний призер розіграшу Кубка Європи. Бронзовий призер чемпіонату світу з індорхокею. Триразовий переможець міжнародного турніру «Співдружність». Переможець відкритого чемпіонату Росії з індорхокею. 4 і 5 місця у олімпійських кваліфікаційних турнірах 2008 і 2012. У 2012 збірна отримала путівку до 2-го раунду Світової ліги.
«Сумчанка» — багаторазовий переможець комерційних турнірів та міжнародних змагань різного ґатунку. 14 сумчанок виступають у провідних європейських клубах Італії, Німеччини, Іспанії, Білорусі, Росії.
20 вересня 2009 року було відкрито новий стадіон для хокею на траві з сучасним штучним покриттям виробництва «Polytan» (Німеччина). На стадіоні проходять майже всі офіційні змагання Української федерації з хокею на траві серед жінок та дівчат.

## Досягнення

### Хокей на траві
- ЄвроКубок Трофі
  -  Володар (1): 2008
  -  Фіналіст (2): 1997, 2012

- Кубок володарів Кубків Європи
  -  Фіналіст (1): 1998

- Чемпіонат України
  -  Чемпіон(15): 1996, 2007, 2008, 2009, 2010, 2011, 2012, 2013, 2014, 2015, 2016, 2017, 2018, 2019, 2020
  -  Срібний призер (): 1995, 1997, 1998
  -  Бронзовий призер ():

### Індорхокей (хокей в залах)
- Кубок Європейських Чемпіонів–EuroHockey Indoor Club Cup
  -  Фіналіст (1): 2009
  -  Бронзовий призер (2): 2015, 2020
  - 4 місце (3): 2008, 2010, 2018

- Кубок Володарів Кубків Європи
  -  Володар (1): 2007

- Чемпіонат України
  -  Чемпіон(13): 2009, 2010, 2011, 2012, 2013, 2014, 2015, 2016, 2017, 2018, 2019, 2020, 2021

## Найвідоміші гравці команди
Найвідоміші гравці команди і збірної України — майстри спорту України міжнародного класу:
- Марина Виноградова
- Євгенія Мороз (захисник)
- Богдана Садова (півзахисник)
- Альбіна Бідьона (воротар)
- Галина Гліненко (нападник)
- Яна Сітало (півзахисник)
- Олена Свистюр (капітан)
- Тетяна Степанченко (воротар)
- Юлія Нонком (захисник)
- Марина Хілько (нападник)
- Олена Деркач (нападник)
- Яна Ворушило (нападник)
- Карина Матвієнко (нападник)
- Євгенія Керноз (захисник)

Їх неодноразово називали найкращими гравцями на змаганнях різних рівнів.